# Sarmijenta
Sarmijenta (lat. Sarmienta), monotipski rod gesnerijevki smješten u subtribus Mitrariinae, dio tribusa Coronanthereae, potporodica Gesnerioideae.

## Etimologija
Nazvan u čast Martina Sarmienta, španjolskog benediktinskog redovnika, filologa i prirodoslovca iz 18. stoljeća.

## Opis
Sarmienta je monotipski rod koji sadrži samo vrstu Sarmienta repens. To je sufrutescentna puzavica ili penjačica, obično epifitska. Stabljike su vitke, savitljive i slabo razgranate, ukorijenjene u bazalnim čvorovima. Listovi su mali, nasuprotni, jajoliki do gotovo okrugli i dosta mesnati. Atraktivni grimizni cvjetovi u pazušcu su pojedinačni i vise. Plod je mesnata bobica.

Sarmineta scandens je rasprostranjena u Južnom Čileu i na otoku Chiloe, gdje raste u hladnim staništima kišnih šuma na vlažnim ili mahovinastim stijenama i deblima drveća. Crveni cvjetovi sugeriraju oprašivanje ptica. Broj kromosoma: 2n = ± 74.
- Loza S. scandensa krasi vodopad blizu Pucona u Čileu.
- S. scandens, cvijet
- S. scandens, lišće
- S. scandens, listovi i cvjetovi